# Myriam Motteau
Myriam Motteau (Dijon, 1978) es una deportista francesa que compitió en escalada. Ganó una medalla de oro en el Campeonato Mundial de Escalada de 2001, en la prueba de bloques.

## Palmarés internacional
| Campeonato Mundial | Campeonato Mundial | Campeonato Mundial | Campeonato Mundial |
| Año                | Lugar              | Medalla            | Prueba             |
| ------------------ | ------------------ | ------------------ | ------------------ |
| 2001               | Winterthur (Suiza) | Medalla de oro     | Bloques            |